# Ąžuolas Tubelis
Ąžuolas Tubelis, né le 22 mars 2002 à Vilnius en Lituanie, est un joueur lituanien de basket-ball. Il mesure 2,05 m et évolue au poste d'ailier fort.

## Biographie

### Carrière universitaire
Entre 2020 et 2023, il joue pour les Wildcats de l'Arizona.
Le 13 avril 2023, il annonce qu'il se présente à la draft 2023 de la NBA.

### Carrière professionnelle
Le 23 juin 2023, il signe un contrat two-way avec les 76ers de Philadelphie. Il est coupé en octobre 2023.
En juillet 2025, il signe avec le Žalgiris Kaunas un contrat de deux saisons (+ une en option).

## Palmarès et distinctions individuelles

### En jeunes
- Vainqueur de l'Adidas Next Generation Tournament (2018)

### Universitaire
- Consensus second-team All-American (2023)
- 2× First-team All-Pac-12 (2022, 2023)
- Pac-12 All-Freshman Team (2021)
- Pac-12 tournament MOP (2023)

## Statistiques
gras = ses meilleures performances

### Universitaires
| Saison    | Équipe   | Matchs | Titul. | Min./m | % Tir | % 3pts | % LF | Rbds/m. | Pass/m. | Int/m. | Ctr/m. | Pts/m. |
| --------- | -------- | ------ | ------ | ------ | ----- | ------ | ---- | ------- | ------- | ------ | ------ | ------ |
| 2020-2021 | Arizona  | 26     | 20     | 26,7   | 49,8  | 31,0   | 69,2 | 7,10    | 1,20    | 0,60   | 0,60   | 12,20  |
| 2021-2022 | Arizona  | 36     | 35     | 24,6   | 54,0  | 26,3   | 66,9 | 6,20    | 2,30    | 1,10   | 0,70   | 13,90  |
| 2022-2023 | Arizona  | 35     | 34     | 30,1   | 57,0  | 31,3   | 76,4 | 9,10    | 2,00    | 1,10   | 0,70   | 19,80  |
| Carrière  | Carrière | 97     | 89     | 27,1   | 54,4  | 29,5   | 71,4 | 7,50    | 1,90    | 1,00   | 0,70   | 15,60  |